# Lista över ledamöter av Sveriges riksdags andra kammare 1958–1960
Det här är en lista över ledamöter av Sveriges riksdags andra kammare 1958–1960.
Ledamöterna valdes in vid nyvalet 1 juni 1958 och nyinvalda tillträdde sina riksdagsplatser vid sommarriksdagen 1958 som öppnade 18 juni 1958.

## Stockholms stad
- Gunnar Heckscher, professor, h
- Elis Håstad, professor statskunskap, h (till 1959)
- Sten Källenius, direktör, h (från 1959)
- Astrid Kristensson, fru, h
- David Svenungsson, komminister, h
- Gösta Bohman, direktör, h
- Folke Björkman, sekreterare, h
- Ove Gansmoe, stadsmissionär, h
- Bertil Ohlin, professor nationalekonomi, statsråd, fp
- Gerda Höjer, ombudsman, fp
- Einar Rimmerfors, socialsekreterare, fp
- Gustaf Kollberg, direktör ICA, fp
- Folke Nihlfors, aktuarie, fp
- Martin Larsson, möbelsnickare, fp
- Tage Erlander, fil. dr, s
- Torsten Nilsson, partisekreterare SAP, s
- Nancy Eriksson, fru, s
- Hans Gustafsson, metallarbetare, s
- Sigrid Ekendahl, ombudsman, s
- Hans Hagnell, fil. lic., s
- Stellan Arvidsson, rektor, s
- Erland Carbell, byråchef, s
- Åke Zetterberg, kyrkoherde, s
- Nils Kellgren, sekreterare, s
- Hilding Hagberg, redaktör Ny Dag, k
- Gustav Johansson, chefredaktör Ny Dag, k

## Stockholms län
- Jarl Hjalmarson, direktör, h
- Lennart Stiernstedt, godsägare, h
- Ulla Lidman-Frostenson, fru, h
- Erik Grebäck, agronom, c
- Gunnar Helén, docent, fp
- Hjalmar Åhman, lantbrukare, fp
- Margit Vinge, aktuarie, fp
- Arthur Sköldin, f.d. metallarbetare, s
- Sven Hedqvist, metallarbetare, s
- Gunnel Olsson, folkskollärare, s
- Carl-Erik Johansson, parkförman, s
- Anna-Lisa Lewén-Eliasson, fru, s
- Essen Lindahl, sekreterare, s

## Uppsala län
- Henrik Munktell, professor, h
- Sten Wahlund, professor, c
- Edvin Jacobsson, lantbrukare, fp
- John Lundberg, ombudsman SAP, s
- Ragnar Edenman, fil. dr, s

## Södermanlands län
- Carl-Eric Hedin, lantbrukare, h
- Emil Elmvall, lantbrukare, c
- Sven Wedén, disponent, fp
- Ossian Sehlstedt, chefredaktör, s
- Gustaf Larsson, sågverksarbetare, s
- Ragnar Ekström, hemmansägare, s
- Svante Lundkvist, postiljon, s

## Östergötlands län
- Martin Skoglund, lantbrukare, h
- Karin Wetterström, fröken, h
- Einar Gustafsson, lantbrukare, c
- Gustav Boija, överingenjör, fp
- Sigvard Rimås, lantbrukare, fp
- Fridolf Thapper, metallarbetare, s
- Ingemar Andersson, redaktör, s
- Sven Persson, lantarbetare, s
- Astrid Bergegren, kontorist, s
- Rune Johansson i Norrköping, ombudsman, s
- Oscar Franzén, metallarbetare, s

## Jönköpings län
- Torgil von Seth, godsägare, h
- Carl-Wilhelm Lothigius, hemmansägare, h
- Gustav Svensson i Vä, hemmansägare, c
- John Pettersson, hemmansägare, c
- Yngve Hamrin, chefredaktör, fp
- Henning Carlsson, charkuteriarbetare, s
- Edvin Gustafsson, f.d. banbiträde, s
- Harald Almgren, metallarbetare, s
- Anders Forsberg, ombudsman, s

## Kronobergs län
- Erik Magnusson, hemmansägare, h
- Fridolf Jansson, hemmansägare, c
- Rune Gustavsson, ombudsman, c
- Fritz Persson, ombudsman SAP, s
- Hjalmar Gustafson, lantbrukare, s (till 1960)
  - Bengt Fagerlund, expeditör, s (från 1960)

## Kalmar län
- Einar Haeggblom, lantbrukare, h
- Sven A. Svensson, lantbrukare, h
- Fritz Börjesson, hemmansägare, c
- John Johansson i Gränö, hemmansägare, c
- Tekla Torbrink, fru, s
- Eric Johanson, typograf, s
- Stig Alemyr, rektor, s

## Gotlands län
- Arendt de Jounge, direktör, h (till 1959)
  - Fred Artur Henning Henningson, kamrer, h (från 1959)
- Per Svensson, lantbrukare, c
- Bengt Arweson, fiskare, s

## Blekinge län
- Hans Wachtmeister, godsägare, h
- Olaus Nyberg, redaktör, fp
- Thure Andersson, metallarbetare, s
- Eric Karlsson, rörmontör, s
- Thyra Löfqvist, fru, s

## Kristianstads län
- Jöns Nilsson, fruktodlare, h
- Gösta Darlin, direktör, h
- Sam Norup, lantbrukare, c
- Harald Johnsson i Skoglösa, lantbrukare, c
- Arvid Nilsson i Lönsboda, sågverksarbetare, fp
- Gunnar Engkvist, målarmästare, s
- Karl Jönsson, f.d. lantarbetare, s
- Etty Eriksson, barnavårdsman, s

## Fyrstadskretsen
- Jean Braconier, redaktör, h
- Eva Karlsson, folkskollärare, h
- Carl Göran Regnéll, bankdirektör, h
- Carl Christenson, köpman, fp
- Sigfrid Löfgren, disponent, fp
- Gösta Netzén, chefredaktör Arbetet, s
- Einar Henningsson, ombudsman, s
- Erik Adamsson, expeditör, s
- Johannes Blidfors, seminarielärare, s
- Eric Svenning, redaktör, s
- Hugo Bengtsson, plåtslagare, s

## Malmöhus län
- Eric Nilsson, agronom, h
- Nils G. Hansson i Skegrie, lantbrukare, c
- Stig F. Hansson, lantbrukare, c
- Eric Nelander, underinspektör, fp
- Per Edvin Sköld, hemmansägare, s
- Axel Landgren, lantarbetare, s
- Hans Levin, fiskare, s
- Mary Holmqvist, barnavårdsman, s

## Hallands län
- Gustaf Nilson, godsägare, h
- Johannes Antonsson, lantbrukare, c
- Anders Pettersson, riksgäldsfullmäktig, c
- Tore Bengtsson, ombudsman, s
- Ingemund Bengtsson, ombudsman, s

## Göteborg
- Bengt Bengtsson, direktör, h
- Stina Wallerius-Gunne, sekreterare, h
- Bertil von Friesen, läkare, fp
- Sven Gustafson, bankkamrer, fp
- Brita Elmén, inspektris, fp
- Ture Königson, verkstadsarbetare, fp
- Elisabeth Sjövall, läkare, s
- Olof Nilsson i Göteborg, trafikinspektör Göteborgs spårvägar, s
- Olof Andreasson, telearbetare, s
- Valter Kristensson, metallarbetare, s
- Gunnar Carlsson, förbundssekreterare, s
- Knut Senander, f.d. tulltjänsteman, k

## Göteborgs och Bohus läns landstingsområde
- Ernst Staxäng (tidigare Olsson), lantbrukare, h
- Carl Olof Carlsson, lantbrukare, c
- Waldemar Svensson i Ljungskile, agronom, fp
- Olof Johansson, fiskare, fp
- Gösta Andersson, pappersbruksarbetare, s
- Carl E. Johansson, lantbrukare, s
- Gunnar Gustafsson, ombudsman, s
- Evert Svensson i Kungälv, ombudsman, s

## Älvsborgs läns norra
- James Dickson, godsägare, h
- Axel Rubbestad, lantbrukare, c
- Sven Antby, lantbrukare, fp
- Patrik Svensson, boktryckare, s
- Artur Lundqvist, maskinist, s
- Sven Andersson i Billingsfors, pappersbruksarbetare, s

## Älvsborgs läns södra
- Tage Magnusson, disponent, h
- Henry Brandt, rektor, c
- Axel Gustafsson, pastor, fp
- John Ericsson i Kinna, direktör, s (till 1960)
- Einar Andersson i Hyssna, lantbrukare, s
- Rune Carlstein, stadskassör, s (från 1960)

## Skaraborgs län
- Rolf Eliasson, lantmästare, h
- Einar Setterberg, handlare, h
- Johannes Onsjö (tidigare Johansson), lantbrukare, c
- Gunnar Larsson, lantbrukare, c
- Oscar Malmborg, folkskollärare, fp
- Walter Sundström, folkskollärare, s
- Nils Odhe, lantarbetare, s
- Lisa Johansson, f.d. barnavårdsman, s

## Värmlands län
- Leif Cassel, lantbrukare, h
- Birgitta Sjöqvist, fru, h
- Harry Wahrendorff, ombudsman, c
- Manne Ståhl, redaktör Karlstads-Tidningen, fp
- Harald Hallén, prost, s
- August Spångberg, järnvägsman, s
- Arvid Andersson, småbrukare, s
- Viola Sandell, fröken, s
- Karl-Gustav Andersson, rörverksarbetare, s

## Örebro län
- Fredrik-Adolf Hamilton af Hageby, förvaltare, h
- Karl Andersson i Björkäng, hemmansägare, c
- Ebbe Rydén, direktör, fp
- Matteus Berglund, disponent, fp
- Erik Brandt, pappersbruksarbetare, s
- Henry Allard, annonschef, s
- Göran Pettersson, metallarbetare, s
- Lena Renström-Ingenäs, folkskollärare, s
- Marta Lindberg, fru, s

## Västmanlands län
- Dag Edlund, major, h
- Sven Vigelsbo, lantbrukare, c
- Olov Rylander, borgmästare Västerås, fp
- Hernfrid Bark, folkskollärare, s
- Ernst Jacobsson, rådman, s
- Rosa Svensson i Kungsör, kontorist, s
- Eric R. Carlsson i Västerås, expeditör, s

## Kopparbergs län
- Birger Gezelius, advokat, h (till 1960)
- Bo Turesson, lantmätare, h (från 1960)
- Lars Eliasson, lantbrukare, c
- Olof Hammar, rektor, fp
- Johan Ågren, köpman, fp
- Erik Östrand, järnbruksarbetare, s
- Elsa Lindskog, fru, s
- Sven Mellqvist, kontorist, s
- Torsten Fredriksson, gruvarbetare, s
- Olof Persson, skogsarbetare, s

## Gävleborgs län
- Hans Nordgren, skräddarmästare, h
- John Eriksson i Bäckmora, ombudsman, c
- Nils Stenberg, köpman, fp
- Sigurd Lindholm, ombudsman SAP, s
- Einar Asp, åkeriägare, s
- Anders Haglund, ombudsman, s
- Gunbjörg Thunvall, fru, s
- Sven Ekström, kommunalkamrerare, s
- Henning Nilsson, ombudsman, k

## Västernorrlands län
- Nils Fröding, häradshövding, h
- Gunnar Hedlund, jur. dr, c
- Thorbjörn Fälldin, lantbrukare, c
- John Andersson, folkskollärare,  fp
- Erik Norén, lantbrukare, s
- Lars Jonsson, f.d. skogsarbetare, s
- Harald Kärrlander, ombudsman, s
- Alf Andersson, sulfitarbetare, s
- Bernhard Sundelin, åkeriägare, s

## Jämtlands län
- Nils Agerberg, agronom, h
- Erik Larsson i Norderön, lantbrukare, c
- Sigfrid Jonsson, skogsarbetare, s
- Helge Lindström, lantbrukare, s
- Birger Nilsson, ombudsman, s

## Västerbottens län
- Carl Östlund, lantbrukare, h
- Jan-Ivan Nilsson, hemmansägare, c
- Ragnhild Sandström, folkskollärare, fp
- Henning Gustafsson, kommunalarbetare, fp
- Gösta Skoglund, folkskollärare, s
- Oskar Åkerström, trämassearbetare, s
- Gunnar Lundmark, jordbruksinstruktör, s

## Norrbottens län
- Märta Boman, fru, h
- Harald Larsson, skogsinspektör, c
- Ivar Jansson, direktör, s
- Olof Wiklund, sågverksarbetare, s
- Ragnar Lassinantti, s
- Annie Jäderberg, fru, s
- Valdemar Berglund, kommunalnämndsordförande, s
- Helmer Holmberg, chefredaktör Norrskensflamman, k